# Хмельное
Хмельное (бел. Хмяльное) — деревня в Липиничском сельсовете Буда-Кошелёвского района Гомельской области Белоруссии.

## География

### Расположение
В 21 км на северо-запад от Буда-Кошелёво, 69 км от Гомеля, 6 км от железнодорожной станции Салтановка (на линии Жлобин — Гомель).

## Транспортная сеть
Транспортные связи по просёлочной, затем автомобильной дороге Жлобин — Гомель. Планировка состоит из короткой, близкой к широтной ориентации улицы, застроенной деревянными домами усадебного типа.

## История
По письменным источникам известна с XIX века как деревня в Староруднянской волости Рогачёвского уезда Могилёвской губернии. С 1884 года работал хлебозапасный магазин. По переписи 1897 года находились: хлебозапасный магазин, ветряная мельница. Рядом был одноимённый хутор. В 1909 году в деревне имелись 360 десятин земли.
В 1925 году рядом находились Хмелинския хутора. В 1929 году организован колхоз. Во время Великой Отечественной войны 31 житель деревни погиб на фронте. В 1959 году в составе колхоза имени В. И. Ленина (центр — деревня Буда Люшевская).
До 16 декабря 2009 года в составе Буда-Люшевского сельсовета.

## Население

### Численность
- 2004 год — 15 хозяйств, 19 жителей.

### Динамика
- 1897 год — 42 двора, 276 жителей (согласно переписи).
- 1925 год — 62 двора; на хуторах — 11 дворов.
- 1940 год — 79 дворов, 357 жителей.
- 1959 год — 332 жителя (согласно переписи).
- 2004 год — 15 хозяйств, 19 жителей.

## Известные уроженцы
- Савченко, Владимир Кириллович (род. 27.9.1939 года) — генетик. Член-корреспондент Национальной академии наук Беларуси (1989), доктор биологических наук (1977), профессор (1987). Лауреат Государственной премии БССР[2].